# Kabinet-Monti
Het kabinet-Monti was de 63ste regering van Italië. De regering van technocraten ("governo tecnico") werd benoemd door president Giorgio Napolitano op 16 november 2011 na het ontslag van premier Silvio Berlusconi op 12 november. Premier Mario Monti, senator voor het leven, maakte voorheen nooit deel uit van het Italiaanse parlement.
Het kabinet-Monti eindigde op 28 april 2013 en werd opgevolgd door het kabinet-Letta.

## Samenstelling
Kabinet-Monti was een zakenkabinet dat niet uit beroepspolitici, maar uit technocraten bestond. Alle ministers waren dus partijloos.

## Kabinet–Monti (2011–2013)
| Ambtsbekleder                              | Ambtsbekleder              | Ambtsbekleder                     | Functie                                  | Ambtstermijn     | Ambtstermijn     | Partij |
| ------------------------------------------ | -------------------------- | --------------------------------- | ---------------------------------------- | ---------------- | ---------------- | ------ |
|                                            | Mario Monti                | Mario Monti (1943)                | Premier                                  | 16 november 2011 | 28 april 2013    | O      |
|                                            | Antonio Catricalà          | Antonio Catricalà (1952–2021)     | Secretaris- generaal                     | 16 november 2011 | 28 april 2013    | O      |
|                                            | Annamaria Cancellieri      | Annamaria Cancellieri (1943)      | Minister van Binnenlandse Zaken          | 16 november 2011 | 28 april 2013    | O      |
|                                            | Giulio Terzi di Sant'Agata | Giulio Terzi di Sant'Agata (1946) | Minister van Buitenlandse Zaken          | 16 november 2011 | 26 maart 2013    | O      |
|                                            | Mario Monti                | Mario Monti (1943)                | Minister van Buitenlandse Zaken          | 26 maart 2013    | 28 april 2013    | O      |
|                                            | Mario Monti                | Mario Monti (1943)                | Minister van Financiën                   | 16 november 2011 | 12 juli 2012     | O      |
|                                            | Vittorio Grilli            | Vittorio Grilli (1957)            | Minister van Financiën                   | 12 juli 2012     | 28 april 2013    | O      |
|                                            | Paola Severino             | Paola Severino (1948)             | Minister van Justitie                    | 16 november 2011 | 28 april 2013    | O      |
|                                            | Corrado Passera            | Corrado Passera (1954)            | Minister van Economische Zaken           | 16 november 2011 | 28 april 2013    | O      |
| Minister van Transport                     | Corrado Passera            | Corrado Passera (1954)            |                                          | 16 november 2011 | 28 april 2013    | O      |
|                                            | Giampaolo Di Paola         | Giampaolo Di Paola (1944)         | Minister van Defensie                    | 16 november 2011 | 28 april 2013    | O      |
|                                            | Renato Balduzzi            | Renato Balduzzi (1955)            | Minister van Volksgezondheid             | 16 november 2011 | 28 april 2013    | O      |
|                                            | Elsa Fornero               | Elsa Fornero (1948)               | Minister van Arbeid en Sociale Zaken     | 16 november 2011 | 28 april 2013    | O      |
|                                            | Francesco Profumo          | Francesco Profumo (1953)          | Minister van Onderwijs                   | 16 november 2011 | 28 april 2013    | O      |
| Minister van Hoger Onderwijs en Wetenschap | Francesco Profumo          | Francesco Profumo (1953)          |                                          | 16 november 2011 | 28 april 2013    | O      |
|                                            | Mario Catania              | Mario Catania (1952)              | Minister van Landbouw                    | 16 november 2011 | 28 april 2013    | O      |
|                                            | Corrado Clini              | Corrado Clini (1947)              | Minister van Milieu                      | 16 november 2011 | 28 april 2013    | O      |
|                                            | Lorenzo Ornaghi            | Lorenzo Ornaghi (1948)            | Minister van Cultuur en Toerisme         | 16 november 2011 | 28 april 2013    | O      |
|                                            | Dino Piero Giarda          | Dino Piero Giarda (1936)          | Minister voor Parlementaire Betrekkingen | 16 november 2011 | 28 april 2013    | O      |
|                                            | Filippo Patroni Griffi     | Filippo Patroni Griffi (1955)     | Minister voor Publieke Diensten          | 16 november 2011 | 28 april 2013    | O      |
|                                            | Enzo Moavero Milanesi      | Enzo Moavero Milanesi (1954)      | Minister voor Europese Zaken             | 16 november 2011 | 22 februari 2014 | O      |
|                                            | Andrea Riccardi            | Andrea Riccardi (1950)            | Minister voor Integratie                 | 16 november 2011 | 28 april 2013    | O      |
| Minister voor Ontwikkelings- samenwerking  | Andrea Riccardi            | Andrea Riccardi (1950)            |                                          | 16 november 2011 | 28 april 2013    | O      |
|                                            | Piero Gnudi                | Piero Gnudi (1938)                | Minister voor Regionale Zaken            | 16 november 2011 | 28 april 2013    | O      |

De Gasperi II · De Gasperi III · De Gasperi IV · De Gasperi V · De Gasperi VI · De Gasperi VII · De Gasperi VIII · Pella · Fanfani I · Scelba · Segni I · Zoli · Fanfani II · Segni II · Tambroni · Fanfani III · Fanfani IV · Leone I · Moro I · Moro II · Moro III · Leone II · Rumor I · Rumor II · Rumor III · Colombo · Andreotti I · Andreotti II · Rumor IV · Rumor V · Moro IV · Moro V · Andreotti III · Andreotti IV · Andreotti V · Cossiga I · Cossiga II · Forlani · Spadolini I · Spadolini II · Fanfani V · Craxi I · Craxi II · Fanfani VI · Goria · De Mita · Andreotti VI · Andreotti VII · Amato I · Ciampi · Berlusconi I · Dini · Prodi I · D'Alema I · D'Alema II · Amato II · Berlusconi II · Berlusconi III · Prodi II · Berlusconi IV · Monti · Letta · Renzi · Gentiloni · Conte I · Conte II · Draghi · Meloni